# Лагуна Сека (Тексас)
Лагуна Сека (енгл. Laguna Seca) насељено је место без административног статуса у америчкој савезној држави Тексас.

## Демографија
По попису из 2010. године број становника је 266, што је 15 (6,0%) становника више него 2000. године.
| Група             | 2000.       | 2010.       |
| Белци             | 3 (1,2%)    | 3 (1,1%)    |
| Афроамериканци    | 1 (0,4%)    | 0 (0,0%)    |
| Азијати           | 0 (0,0%)    | 0 (0,0%)    |
| Хиспаноамериканци | 248 (98,8%) | 263 (98,9%) |
| Укупно            | 251         | 266         |